# 크리스틴 카바나
크리스틴 캐버나(Christine Cavanaugh, 영어 발음: /ˈkævənɑː/, 1963년 8월 16일 ~ 2014년 12월 22일)는 미국의 배우, 성우이다.
레이턴에서 태어났으며 시더시티에서 사망하였다. 사인은 백혈병이다.

## 영화
- 야러그래츠 : 파리 대모험 (2000년)
- 싱 미 어 스토리 위드 벨 (1999년)
- 덱스터의 실험실 : 시간여행 (1999년) - 덱스터 목소리 역
- 유 럭키 독 (1998년)
- 야러그래츠 (1998년)
- 파워퍼프 걸 - TV 시리즈 (1998년)
- 꼬마 돼지 베이브 2 (1998년) - 베이브 목소리 역
- 꼬마 돼지 베이브 (1995년) - 베이브 목소리 역
- 러그래츠 - 시리즈 (1991년)